# Ромашин, Михаил Петрович
Михаи́л Петро́вич Рома́шин (11 [24] ноября 1905, дер. Крыловка, Брянский уезд, Орловская губерния, Российская империя — 9 сентября 1964, Брянск) — один из руководителей партизанского движения в годы Великой Отечественной войны, Герой Советского Союза (1.9.1942). Партийный и государственный деятель.

## Биография
Родился в семье рабочего. Образование начальное. Член ВКП(б) с 1928 г.
С 1920 г. — рабочий в Брянске и Брянском уезде (слесарь, фрезеровщик). В 1928—1929 гг. — на военной службе по призыву: курсант полковой школы младшего начсостава и командир отделения 2-го отдельного полка бронепоездов. В 1930 г. в числе 25-тысячников направлен в сельский район для организации колхозов.
- 1932—1933 председатель фабкома Новозыбковской спичечной фабрики «Волна революции»,
- 1933—1937 председатель завкома Селецкого деревообделочного комбината,
- 1937 г. — слушатель Брянской совпартшколы,
- 1937—1938 заведующий клубом Брянского энергокомбината,
- 1938 г. — заведующий культпромом Брянского райкома ВКП(б),
- 1938—1939 секретарь парткома Брянского энергокомбината.

С 1939 г. секретарь Брянского райкома ВКП(б). После начала Великой Отечественной войны, с осени 1941 г. — командир Брянского районного партизанского отряда, с ноября 1942 — бригады имени Н. А. Щорса.
Указом Президиума Верховного Совета СССР «О присвоении звания Героя Советского Союза партизанам, особо отличившимся в партизанской борьбе в тылу против немецких захватчиков» от 1 сентября 1942 года за «отвагу и геройство, проявленные в партизанской борьбе в тылу против немецких захватчиков» с вручением ордена Ленина и медали «Золотая Звезда».
В октябре 1942 года за уничтожение немецкого карательного отряда награждён орденом Красного Знамени.
Весной 1943 г. руководил операциями по подрыву Навлинского (через реку Навля) и Выгоничского («Голубого», через реку Десна) железнодорожных мостов, игравших важную роль в подготовке немецко-фашистского наступления на Курской дуге.
С мая по декабрь 1943 г. председатель исполнительного комитета Орловского областного Совета. Затем (до 1945 г.) — слушатель Высшей школы партийных организаторов при ЦК ВКП(б). С 1945 по октябрь 1948 гг. — первый секретарь Клинцовского горкома ВКП(б) (Брянская область).
- 1948—1950 председатель Брянского областного Совета профсоюзов,
- 1950—1951 председатель исполнительного комитета Брянского областного Совета,
- 1952—1953 представитель Совета по делам колхозов при СМ СССР по Калининградской области,
- 1953—1961 заведующий отделом административных и торгово-финансовых органов Калининградского обкома КПСС.

Депутат Верховного Совета СССР 2 и 3 созывов.
С 1961 г. — персональный пенсионер, жил в городе Брянске. Похоронен на Центральном кладбище в Брянске.

## Награды
Орден Ленина и Золотая Звезда Героя (1 сентября 1942 года), орден Красного Знамени (30 октября 1942 года), орден Отечественной войны 1-й степени (дата награждения неизвестна), медали: «Партизану Отечественной войны» 1-й степени (приказ Центрального штаба партизанского движения от 27 апреля 1943 года), «За победу над Германией в Великой Отечественной войне 1941—1945 гг.» и «За доблестный труд в Великой Отечественной войне 1941—1945 гг.».

## Память
- Именем Ромашина названы улицы в Брянске и Дятьковском, Унеческом, Злынковском районах Брянской области.